# Convention de l'OCDE contre la corruption
La convention sur la lutte contre la corruption d’agents publics étrangers dans les transactions commerciales internationales adoptée à l’OCDE en 1997 est un accord international qui, en janvier 2017, avait été ratifié par 41 pays (dont tous les membres de l'OCDE). Les pays signataires doivent mettre en place des sanctions pénales « efficaces, proportionnées et dissuasives » contre leurs ressortissants convaincus de corruption d'un agent public étranger.
Cette convention a été promue principalement par les États-Unis, qui souhaitaient que leurs partenaires commerciaux soient assujettis à une législation sur le modèle du Foreign Corrupt Practices Act, adopté en 1977 par le gouvernement américain. 

## France
La ratification de la convention a été autorisée par le parlement en mai 1999, et publiée en mai 2000. Elle a été transposée par la loi no 2000-595 « relative à la lutte contre la corruption ».
Toutefois, plus de quinze ans plus tard, « son application par le système judiciaire français apparaît lente et limitée », constate un rapport parlementaire. En effet :
Fin 2014, l’OCDE ne relevait encore, s’agissant des affaires de corruption à l’international définitivement jugées, que quatre condamnations définitives, concernant exclusivement des personnes physiques (cinq au total).

Pour ce qui est des personnes morales, l’OCDE indiquait que des poursuites étaient en cours sur le même fondement à l’encontre de 21 sociétés, sans qu’aucune condamnation définitive n’ait été prononcée.
Le Premier ministre et le ministre des Affaires étrangères sont chargés de l'exécution de la convention . À titre d’exemple, c’est au nom de cette convention que Dominique de Villepin, en tant que ministre des Affaires étrangères, aurait diligenté en janvier 2004 une enquête confiée au général Philippe Rondot dans l’affaire des frégates de Taïwan[réf. nécessaire].

## Grande-Bretagne
La Grande-Bretagne l’a transposée en 2010 avec le UK Bribery Act[réf. nécessaire].